# Stenomacrus laricis
Stenomacrus laricis là một loài tò vò trong họ Ichneumonidae.